# Division I 1993-1994
La Division I 1993-1994 è stata la 91ª edizione della massima serie del campionato belga di calcio disputata tra il settembre 1993 e il maggio 1994 e conclusa con la vittoria del Anderlecht, al suo ventitreesimo titolo e secondo consecutivo.
Capocannoniere del torneo fu Josip Weber (Club Bruges), con 31 reti.

## Formula
Come nella stagione precedente le squadre partecipanti furono 18 e disputarono un turno di andata e ritorno per un totale di 34 partite.
Le ultime 2 classificate retrocedettero in Division 2.
Le società ammesse alle coppe europee furono cinque: la squadra campione si qualificò alla UEFA Champions League 1994-1995, altre tre alla Coppa UEFA 1994-1995 e la vincitrice della coppa nazionale alla Coppa delle Coppe 1994-1995.

## Classifica finale
|    | Classifica      | G  | V  | N  | P  | GF | GS | Dif | Pt |
| -- | --------------- | -- | -- | -- | -- | -- | -- | --- | -- |
| 1  | Anderlecht      | 34 | 24 | 7  | 3  | 79 | 31 | 48  | 55 |
| 2  | Club Bruges     | 34 | 20 | 13 | 1  | 54 | 19 | 35  | 53 |
| 3  | Seraing         | 34 | 15 | 13 | 6  | 50 | 27 | 23  | 43 |
| 4  | Charleroi       | 34 | 18 | 5  | 11 | 61 | 49 | 12  | 41 |
| 5  | Anversa         | 34 | 14 | 13 | 7  | 44 | 38 | 6   | 41 |
| 6  | Standard Liegi  | 34 | 13 | 12 | 9  | 43 | 22 | 21  | 38 |
| 7  | KV Oostende     | 34 | 10 | 16 | 8  | 45 | 41 | 4   | 36 |
| 8  | KV Mechelen     | 34 | 10 | 15 | 9  | 40 | 40 | 0   | 35 |
| 9  | KSK Beveren     | 34 | 11 | 11 | 12 | 42 | 40 | 2   | 33 |
| 10 | Germinal Ekeren | 34 | 11 | 10 | 13 | 49 | 48 | 1   | 32 |
| 11 | KFC Lommel      | 34 | 10 | 10 | 14 | 42 | 50 | -8  | 30 |
| 12 | Cercle Brugge   | 34 | 9  | 11 | 14 | 52 | 63 | -11 | 29 |
| 13 | Club Liégeois   | 34 | 9  | 11 | 14 | 40 | 59 | -19 | 29 |
| 14 | Lierse          | 34 | 7  | 14 | 13 | 30 | 42 | -12 | 28 |
| 15 | Gent            | 34 | 7  | 13 | 14 | 43 | 57 | -14 | 27 |
| 16 | RWD Molenbeek   | 34 | 7  | 11 | 16 | 32 | 49 | -17 | 25 |
| 17 | KSV Waregem     | 34 | 6  | 7  | 21 | 32 | 62 | -30 | 19 |
| 18 | Genk            | 34 | 4  | 10 | 20 | 38 | 79 | -41 | 18 |

### Verdetti
- RSC Anderlecht campione del Belgio 1993-94.
- KSV Waregem e Genk retrocesse in Division II.